# 福岡県立福岡魁誠高等学校
福岡県立福岡魁誠高等学校（ふくおかけんりつ ふくおかかいせいこうとうがっこう）は、福岡県糟屋郡粕屋町長者原東五丁目に位置する公立の高等学校。
総合学科を有している。

## 概要
歴史
1912年（大正元年）創立の「糟屋郡立農学校」（実業学校）を前身とする。1948年（昭和23年）の学制改革により、新制高等学校となった。当初は農業高等学校であったが、1973年（昭和48年）には農業に関する学科に加えて、普通科を設置。2003年（平成15年）には従来の学科の生徒募集を停止し、総合学科を新設し、現校名となった。2022年（令和4年）には創立110周年を迎えた。
設置課程・学科
全日制課程 総合学科 6系列
- 人文科学系列
- 自然科学系列
- 生物資源系列
- ビジネス系列
- 情報系列
- スポーツ科学系列

校訓
「至誠・礼節・勤労」
校是
- 自らを創造する心
- 自らを律する心
- 自ら学ぶ意欲的な心

校章
旭日章を背景にして、中央に「髙」の文字を配している。
校歌
タイトルは「THE WAY TO MY DREAMⅢ」。作詞・作曲ともにPIPELINE PROJECTによる。歌詞は3番まであり、歌詞中に校名は登場しない。
同窓会
「糟屋至誠会」と称している。

## 沿革
農学校（実業学校）時代
- 1912年（大正元年）10月16日 - 「糟屋郡立農学校」の設置が文部省により認可される。
- 1913年（大正2年）4月10日 - 開校式ならびに第1回入学式を挙行。
- 1916年（大正5年）
  - 3月 - 第1回卒業式を挙行。
  - 11月14日 - 大正天皇が特別大演習の際、訪問。
- 1917年（大正6年）2月11日 - 校友会（同窓会の前身）が発足。
- 1920年（大正9年）5月 - 「福岡県粕屋農学校」と改称。
- 1921年（大正10年）4月1日 - 学級数を4、定員を150名とする。
- 1923年（大正12年）3月 - 県立移管により、「福岡県立農学校」と改称。
- 1925年（大正14年）4月1日 - 「福岡県粕屋農学校」に改称。
- 1928年（昭和3年）3月 - 学則の一部を変更の上、修業年限を4年、定員を200名とする。
- 1936年（昭和11年）3月 - 組織を変更。
  - 第一本科（2年制、入学資格は尋常小学校卒業程度、定員100名）を設置。
  - 第二本科（3年制、入学資格は高等小学校卒業程度、定員150名）を設置。
- 1937年（昭和12年）2月 - 学則を改正し、2学期制を3学期制とする。
- 1940年（昭和15年）3月 - 第一本科を3年制とする。研究科を設置。全生徒定員を350名とする。
- 1941年（昭和16年）3月 - 第一本科の学級を増設の上、全生徒定員を500名とする。
- 1944年（昭和19年）3月 - 学級増により、全生徒定員を550名とする。
- 1947年（昭和22年）4月1日 - 学制改革（六・三制の実施）により、新制中学校を併置し（以下・併置中学校）、農学校1・2年修了者を新制中学校2・3年生として収容。
- 1948年（昭和23年）3月31日 - 旧制・農学校が廃止される。

新制高等学校
- 1948年（昭和23年）
  - 4月1日 - 学制改革により、新制高等学校「福岡県立粕屋農業高等学校」に改組・改称。併置中学校を継承。
  - 6月30日 - 定時制課程（1学級）を併置。
- 1949年（昭和24年）
  - 3月31日 - 併置中学校を廃止。
  - 8月31日 - 「福岡県立粕屋高等学校」に改称。
- 1951年（昭和26年）3月 - 定時制古賀分校（農村家庭科）を設置。
- 1952年（昭和27年）4月1日 - 農業科の学級数を2から1に減じ、畜産科（1学級、定員50名）を新設。
- 1955年（昭和30年）4月1日 - 「福岡県立粕屋農業高等学校」に改称。
- 1957年（昭和32年）
  - 4月1日 - 農村家庭科（1学級）を設置（定員50名）。本校定時制課程の募集を停止。
  - 4月30日 - 臨時石炭鉱害復旧法（地盤沈下から復旧）に基づき、4年計画で、実習地（水田）を耕地の交換分合を行うとともに、校舎を復旧、校庭盛土及び庭園樹を移植、排水溝を完成させることとなる。
- 1962年（昭和37年）
  - 3月31日 - 定時制課程古賀分校（農村家庭科）の募集を停止。
  - 4月1日 - 古賀分校に福岡県公立古賀高等学校が併設される。
  - 7月 - 体育館兼講堂が完成。
- 1963年（昭和38年）
  - 3月 - 石炭鉱害復旧法に基づき、運動場の盛土工事が完了。
  - 4月1日 - 農村家庭科を「生活科」に改称。
- 1964年（昭和39年）3月 - 生活科学級を2学級を臨時増。
- 1965年（昭和40年）4月 - 糟屋郡久山町大字山田椿河内内の町有林を果樹園用地として購入。
- 1966年（昭和41年）
  - 3月 - 畜産科を「農業土木科」に変更。
  - 4月 - 生活科学級数を以降2学級とする。
- 1967年（昭和42年）3月 - 測量実習と土壌土質実習室が完成。
- 1970年（昭和45年）3月 - 新校舎第一棟が完成。
- 1971年（昭和46年）3月 - 実習棟が完成。
- 1973年（昭和48年）
  - 3月 - 新校舎第二棟が完成。
  - 4月1日 - 普通科（2学級）を新設。
- 1974年（昭和49年）
  - 1月1日 - 「福岡県立粕屋高等学校」に改称。
  - 4月1日 - 普通科が2学級増。1年生の学級数が、職業科4（農業科1・農業土木科1・生活2）、普通科4、合計8（定員340）となる。プレハブ6教室を開設。
- 1974年（昭和49年）
  - 6月 - 新校舎2棟・実習棟が完成。
- 1975年（昭和50年）
  - 3月 - 新校舎2棟が完成。
  - 4月 - 新運動場の造成が完了。
- 1976年（昭和51年）6月 - 新校舎2棟が完成。
- 1979年（昭和54年）12月 - クラブハウスが完成。
- 1980年（昭和55年）
  - 3月 - 体育館兼講堂が完成。
  - 7月 - 図書室、視聴覚室、職員室、ピロティーが完成。
  - 8月 - 食堂が完成。
- 1983年（昭和58年）2月 - 武道場が完成。
- 1985年（昭和60年）3月 - 2階建て部室（10室）が完成。
- 1989年（平成元年）3月 - 果樹園を造成。果樹園ビニールハウスが完成。
- 1992年（平成4年）4月1日 - 1学年の学級数が普通科6（そのうち体育コース1）、産業技術科2、合計8となる。
- 1993年（平成5年）
  - 1月 - 地学教室を生物工学実験室に改造。
  - 2月 - 運動場を造成。創立「80」周年を記念誌、桜「80」本を植樹。記念碑を運動場に建立。
- 1994年（平成6年）3月31日 - 最後の卒業生を送り出し、農業科・農業土木科・生活科を閉科。
- 1997年（平成9年）
  - 3月 -  大規模改造（耐震）工事が完了。
  - 4月 - 1学年の学級数が普通科7学級（臨時増1、そのうち、体育コース1）、産業技術科2学級、合計9となる。
- 2002年（平成14年）4月1日 - 1学年の学級数が普通科5（そのうち、体育コースは1）、産業技術科2、合計7となる。
- 2003年（平成15年）
  - 4月1日 - 「福岡県立福岡魁誠高等学校」（現校名）に改称。総合学科（1学年7学級）を設置。普通科および産業技術科の募集を停止。
  - 10月 - 第1期工事（第一棟西側大規模改築）が完了。
- 2004年（平成16年）8月 - 第2期工事（第三棟総合学科棟と渡り廊下）が完了。
- 2005年（平成17年）
  - 3月31日 - 最後の卒業生を送り出し、普通科および産業技術科を閉科。
  - 10月 - 第3期工事（第一棟東側大規模改築）が完了。
- 2006年（平成18年）3月 - 相撲場が完成。
- 2007年（平成19年）
  - 1月 - 第4期工事（第二棟大規模改築）が完了。
  - 3月 - 第5期工事（旧体育館等解体・外構）が完了。
- 2008年（平成20年）3月 - 野球部室が完成。
- 2012年（平成24年）10月 - 創立100周年記念式典を挙行。

## 交通アクセス
最寄りの鉄道駅
- JR九州 「長者原駅」より徒歩10分

最寄りのバス停
- 西鉄バス「魁誠高校前」より徒歩1分

最寄りの道路
- 九州自動車道 「福岡IC」より車で5分
- 福岡県道607号福岡篠栗線

## 著名な出身者
- 笠川永太 - サッカー選手
- 昔昔亭昇 - 落語家
- 中村匠 - ハンドボール選手(豊田合成ブルーファルコン所属)
- 福島史帆実 - フェンシング選手
- 森山公弥 - サッカー選手